# Городищенская (река)
Городищенская — река в России, протекает по Ханты-Мансийскому АО. Устье реки находится по левому берегу Горной протоки Оби, впадающей через Лайдечную и Неулеву протоки в Иртыш справа в 3 км от устья. Длина реки составляет 13 км.

## Данные водного реестра
По данным государственного водного реестра России относится к Нижнеобскому бассейновому округу, водохозяйственный участок реки — Обь от впадения Иртыша до впадения реки Северная Сосьва, речной подбассейн реки — бассейны притока Оби от Иртыша до впадения Северной Сосьвы. Речной бассейн реки — (Нижняя) Обь от впадения Иртыша.
Код объекта в государственном водном реестре — 15020100112115200051949.